# 虎鲸 (微型潜艇)

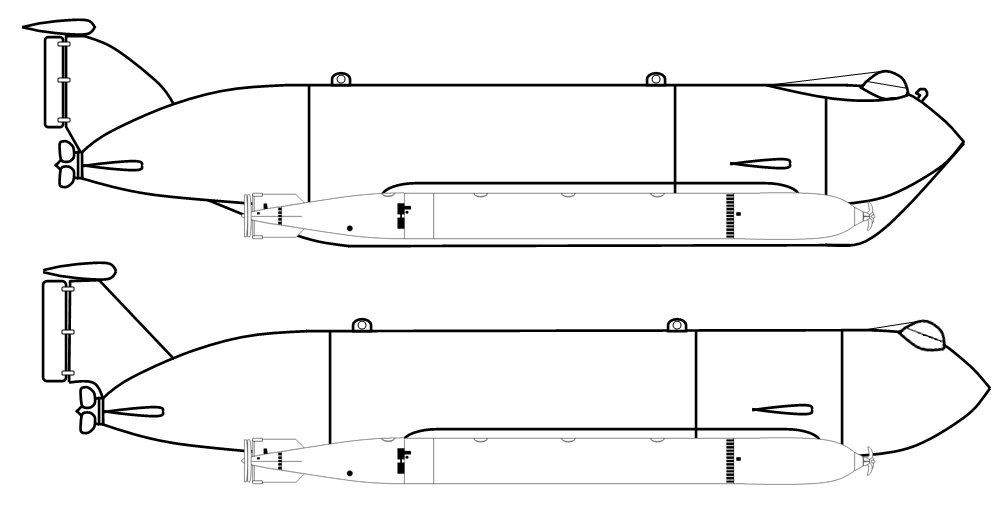
虎鲸微型潜艇

虎鲸是納粹德國海軍在第二次世界大战期间研发的一种袖珍微型潜艇，于1945年四月末进入试航阶段。该型潜艇额定艇员两人，水下航行速度能达到20节。这一高速度源自潜艇装载的瓦尔特涡轮发动机。潜艇可携带两枚鱼雷。潜艇未装载潛望鏡，驾驶员只能透过丙烯酸玻璃圆盖观测外界。二战结束后，德方将虎鲸型微型潜艇的原型艇凿沉，但英國皇家海軍随后打捞起了残骸，进行了检查，接着才将其报废。